# Смит, Лиам (боксёр)
Лиам Смит (англ. Liam Smith; род. 27 июля 1988; Ливерпуль, Мерсисайд, Англия, Великобритания) — британский боксёр-профессионал выступающий в первой средней и в средней весовых категориях. Среди профессионалов бывший чемпион по версии WBO Inter-Continental (2022—2023), бывший чемпион мира по версии WBO (2015—2016), и временный чемпион мира по версии WBO (2017—2018) в 1-м среднем весе.
Лучшая позиция по рейтингу BoxRec — 2-я (июль 2023) и является 2-м среди британских боксёров средней весовой категории, а по рейтингам основных международных боксёрских организаций занимает: 10-ю строчку рейтинга WBC — входя в ТОП-5 лучших средневесов всего мира.

## Профессиональная карьера
Дебютировал на профессиональном ринге 10 октября 2008 года, одержав победу над соотечественником Дунканом Котье.

### Чемпионский бой с Джоном Томпсоном
10 октября 2015 года Лиам Смит в своём 22-м бою вышел на бой за вакантный титул чемпиона мира по версии WBO в 1-м среднем весе с 26-летним американским боксёром Джоном Томпсоном. Смит победил техническим нокаутом в 7-м раунде и завоевал титул чемпиона мира по версии WBO.

### Бой с Аароном Маккеной
26 апреля 2025 года на Tottenham Hotspur Stadium в Лондоне (Англия) в андеркарде боя Юбэнк-младший - Бенн встретился с непобеждённым ирландским боксёром Аароном Маккенной (19-0, 10 КО). На кону боя стоял титул WBA International в среднем весе. Несмотря на давление и работу первым номером от Смита лучше выглядел именно Маккена. Он отлично уходил от атак возрастного экс-чемпиона на ногах, бил под разными углами, запутывал сменой стоек. В 6-м раунде рефери снял балл с Маккены за толчки, но Смиту это не помогло — первая часть боя осталась за ирландцем. Вторая часть боя также была за быстрым и молодым ирландцем. В 12-м раунде ему удалось отправить 36-летнего Лиама в нокдаун ударом по корпусу. Смит встал, доведя бой до конца, но проиграл с разгромным счётом: 119-108, 117-109 и 118-108.

## Статистика профессиональных боёв
В таблице перечислены результаты всех поединков боксёров.
В каждой строке указан результат поединка. Дополнительно номер поединка обозначен цветом, который обозначает итог поединка. Расшифровка обозначений и цветов представлена в нижеследующей таблице.
| Пример | Расшифровка                     |
| ------ | ------------------------------- |
|        | Победа                          |
|        | Ничья                           |
|        | Поражение                       |
|        | Планируемый поединок            |
|        | Поединок признан несостоявшимся |
| КО     | Нокаут                          |
| ТКО    | Технический нокаут              |
| PTS    | Решение судей (по очкам)        |
| UD     | Единогласное решение судей      |
| MD     | Решение большинства судей       |
| SD     | Раздельное решение судей        |
| RTD    | Отказ от продолжения боя        |
| DQ     | Дисквалификация                 |
| NC     | Поединок признан несостоявшимся |

| 39 поединков, 33 победы (20 нокаутом), 1 ничья, 5 поражения. | 39 поединков, 33 победы (20 нокаутом), 1 ничья, 5 поражения. | 39 поединков, 33 победы (20 нокаутом), 1 ничья, 5 поражения. | 39 поединков, 33 победы (20 нокаутом), 1 ничья, 5 поражения. | 39 поединков, 33 победы (20 нокаутом), 1 ничья, 5 поражения. | 39 поединков, 33 победы (20 нокаутом), 1 ничья, 5 поражения. | 39 поединков, 33 победы (20 нокаутом), 1 ничья, 5 поражения.                                                                                    |
| Бой                                                          | Рекорд                                                       | Дата боя                                                     | Соперник                                                     | Место проведения боя                                         | Результат                                                    | Дополнительно |
| ------------------------------------------------------------ | ------------------------------------------------------------ | ------------------------------------------------------------ | ------------------------------------------------------------ | ------------------------------------------------------------ | ------------------------------------------------------------ | --- |
| 38                                                           | 33-4-1                                                       | 2 сентября 2023                                              | Крис Юбенк мл. (2) (32-3)                                    | Манчестер Арена, Манчестер, Ланкашир, Великобритания         | TKO 10 (12), 1:45                                            | |
| 37                                                           | 33-3-1                                                       | 21 января 2023                                               | Крис Юбенк мл. (32-2)                                        | Манчестер Арена, Манчестер, Ланкашир, Великобритания         | TKO 4 (12), 1:09                                             | |
| 36                                                           | 32-3-1                                                       | 3 сентября 2022                                              | Хассан Мвакиньо (20-2)                                       | Echo Arena, Ливерпуль, Мерсисайд, Великобритания             | TKO 4 (12), 1:46                                             | |
| Вновь перешёл в средний вес — 160 фунтов (до 72,58 кг).      |                                                              |                                                              |                                                              |                                                              |                                                              | |
| 35                                                           | 31-3-1                                                       | 30 апреля 2022                                               | Джесси Варгас (29-3-2)                                       | Madison Square Garden, Нью-Йорк, штат Нью-Йорк, США          | TKO 10 (12), 0:41                                            | Завоевал вакантный титул чемпиона по версии WBO Inter-Continental в 1-м среднем весе.                                                           |
| 34                                                           | 30-3-1                                                       | 9 октября 2021                                               | Энтони Фаулер (15-1)                                         | Echo Arena, Ливерпуль, Мерсисайд, Великобритания             | TKO 8 (12), 2:04                                             | |
| 33                                                           | 29-3-1                                                       | 7 мая 2021                                                   | Магомед Курбанов (21-0)                                      | КРК «Уралец», Екатеринбург, Россия                           | UD 12                                                        | Счёт: 112-117, 113-115 (дважды). Бой за вакантный титул чемпиона по версии WBO International в 1-м среднем весе.                                |
| Вернулся в первый средний вес — 154 фунтов (до 69,85 кг).    |                                                              |                                                              |                                                              |                                                              |                                                              | |
| 32                                                           | 29-2-1                                                       | 20 декабря 2019                                              | Роберто Гарсия (42-4)                                        | Токинг Стик Ризот-арена, Финикс, Аризона, США                | UD 10                                                        | Счёт: 98-92, 99-91 (дважды). |
| 31                                                           | 28-2-1                                                       | 24 августа 2019                                              | Марио Альберто Лосано (33-9)                                 | Эрмосильо, Сонора, Мексика                                   | TKO 7 (10), 1:02                                             | |
| Перешёл в средний вес — 160 фунтов (до 72,58 кг).            |                                                              |                                                              |                                                              |                                                              |                                                              | |
| 30                                                           | 27-2-1                                                       | 30 марта 2019                                                | Сэм Эггингтон (24-5)                                         | Echo Arena, Ливерпуль, Мерсисайд, Великобритания             | TKO 5 (12), 2:00                                             | Завоевал вакантный титул чемпиона по версии WBC Silver в 1-м среднем весе.                                                                      |
| 29                                                           | 26-2-1                                                       | 21 июля 2018                                                 | Хайме Мунгия (29-0)                                          | Hard Rock Hotel and Casino, Лас-Вегас, Невада, США           | UD 12                                                        | Счёт: 111-116, 110-117, 108-119. Смит в нокдауне в 6-м раунде. Бой за титул чемпиона мира по версии WBO (1-я защита Мунгия) в 1-м среднем весе. |
| 28                                                           | 26-1-1                                                       | 11 ноября 2017                                               | Лиам Уильямс (16-1-1)                                        | Ньюкасл, Нортамберленд, Великобритания                       | MD 12                                                        | Счёт: 117-111, 116-112, 114-114. |
| 27                                                           | 25-1-1                                                       | 8 апреля 2017                                                | Лиам Уильямс (16-0-1)                                        | Манчестер Арена, Манчестер, Ланкашир, Великобритания         | RTD 9 (12), 3:00                                             | Завоевал титул временного чемпиона мира по версии WBO в 1-м среднем весе.                                                                       |
| 26                                                           | 24-1-1                                                       | 18 марта 2017                                                | Мариан Казаку (2-37-1)                                       | Барселона, Каталония, Испания                                | PTS (4)                                                      | |
| 25                                                           | 23-1-1                                                       | 17 сентября 2016                                             | Сауль Альварес (47-1-1)                                      | AT&T Stagium, Арлингтон, Техас, США                          | KO 9 (12), 2:28                                              | Потерял титул чемпиона мира по версии WBO в 1-м среднем весе (3-я защита Смита).                                                                |
| 24                                                           | 23-0-1                                                       | 4 июня 2016                                                  | Предраг Радошевич (30-1)                                     | Ливерпуль, Мерсисайд, Великобритания                         | KO 2 (12), 1:34                                              | Защитил титул чемпиона мира по версии WBO в 1-м среднем весе (2-я защита Смита).                                                                |
| 23                                                           | 22-0-1                                                       | 19 декабря 2015                                              | Джимми Келли (16-0)                                          | Манчестер, Ланкашир, Великобритания                          | TKO 7 (12), 2:35                                             | Защитил титул чемпиона мира по версии WBO в 1-м среднем весе (1-я защита Смита).                                                                |
| 22                                                           | 21-0-1                                                       | 10 октября 2015                                              | Джон Томпсон (17-1)                                          | Манчестер, Ланкашир, Великобритания                          | TKO 7 (12), 1:44                                             | Завоевал вакантный титул чемпиона мира по версии WBO в 1-м среднем весе.                                                                        |
| Бои в первом среднем весе — 154 фунтов (до 69,85 кг).        |                                                              |                                                              |                                                              |                                                              |                                                              | |
| Бой                                                          | Рекорд                                                       | Дата боя                                                     | Соперник                                                     | Место проведения боя                                         | Результат                                                    | Дополнительно |

## Семья
Лиам Смит является одним из четырёх братьев в своей семье, каждый из которых является боксёром: Пол Смит (1982 г.р.), Стивен Смит (1985 г.р.), Лиам Смит (1988 г.р.) и Каллум Смит (1990 г.р.).